# عاد ولكن (مسلسل)
عاد ولكن مسلسل كويتي كوميدي من إنتاج تلفزيون الكويت 1989، وبطولة غانم الصالح وحياة الفهد ومريم الغضبان وانتصار الشراح وداود حسين ومحمد العجيمي وعلي هادي حسين , وتدور أحداثه حول فؤاد بوكروه (غانم الصالح) الذي يترك زوجاته (حياة الفهد ومريم الغضبان) ليعيش حياة البساطة بعيدا عن المشاكل.